# Amiodaron
Amiodaron is een antiaritmicum, een geneesmiddel om hartritmestoornissen te behandelen. Het is in het bijzonder geïndiceerd bij atriumfibrilleren en ventrikelaritmieën. Amiodaron vertraagt de impulsgeleiding door de zenuwen en vermindert de prikkelbaarheid van de hartspier. Hierdoor vertraagt de hartslag en wordt de hartslag terug regelmatiger.
Amiodaron is sinds 1962 op de markt. Het wordt op voorschrift verkocht onder de merknaam Cordarone door Sanofi-Aventis en als generiek geneesmiddel door verschillende andere bedrijven.
De stof is opgenomen in de lijst van essentiële geneesmiddelen van de WHO.

## Bijwerkingen
De belangrijkste bijwerkingen zijn: maag-darmklachten (misselijkheid, braken, smaakverandering); schildklierafwijkingen; lichtovergevoeligheid van de huid (jeuk, uitslag, op langere termijn mogelijk verkleuring onder invloed van zonlicht); longontsteking; verergering van de ritmestoornis - dit laatste kan voorkomen bij mensen die last hebben van hartfalen.

## Interacties
De belangrijkste wisselwerkingen met andere medicijnen zijn:
- Sommige geneesmiddelen geven in combinatie met amiodaron een verhoogd risico op hartritmestoornissen. Het zijn arseen(III)oxide, chloorpromazine, chloroquine, cisapride, claritromycine, disopyramide, domperidon, droperidol, erytromycine, haloperidol, ibutilide, kinidine, methadon, pentamidine, pimozide, procaïnamide, sotalol, terfenadine en thioridazine. De combinatie van deze middelen met amiodaron moet dus zo veel mogelijk vermeden worden.
- Amiodaron kan de werking van andere geneesmiddelen versterken, met name de bloedverdunners acenocoumarol en fenprocoumon, digoxine (een ander anti-aritmicum) en fenytoïne (middel tegen epilepsie).
- Ibopamine (middel tegen bepaalde hartklachten) in combinatie met amiodaron geeft een verhoogd risico op hartfalen. Deze combinatie moet vermeden worden;
- Het gebruik van indinavir, nelfinavir, ritonavir, saquinavir, lopinavir, darunavir en fosamprenavir (middelen die gebruikt worden bij hiv-infectie) kan de hoeveelheid amiodaron in het bloed verhogen, waardoor de bijwerkingen sterker worden.

## Contra-indicaties
Amiodaron niet gebruiken bij onder andere:
- Sinusbradycardie (sterk vertraagde hartslag);
- Bepaalde hartritmestoornissen, m.n. sicksinussyndroom, sino-auriculair block en AV-block;
- Schildklierstoornissen;
- Tijdens zwangerschap en borstvoeding.

## Waarschuwing na registratie
Op 18 mei 2015 verzocht het CBG amiodaron niet te combineren met 2 combinaties van hepatitis C-middelen wegens het optreden van hartproblemen. Het betreft Harvoni® (sofosbuvir/ledipasvir) of Daklinza® (daclatasvir) met Sovaldi® (sofosbuvir).